# Sun Bear Concerts
Albums de Keith Jarrett
Hymns/Spheres
(1976) Byablue
(1977)
Sun Bear Concerts est un enregistrement produit par le label ECM et interprété par le pianiste jazz Keith Jarrett. Ses improvisations solo ont été captées lors d'une tournée au Japon en 1976. La version originale de l'album fut un coffret de dix 33-tours, et a été rééditée depuis en 6 CD.

## Accueil
Le critique musical Richard S. Ginell, de sa tribune de l'AllMusic, décerne à l'album les quatre étoiles consacrant un titre réussi.

## Tokyo Encores
La pièce Tokyo Encores se trouve sur le sixième CD et dure 8 min 23 s. Depuis 1976, ce qui devait être un simple bis de concert s'est établi comme un « classique » du jazz international, de nombreux pianistes en ayant repris la transcription pour l'intégrer à leur propre répertoire de standards. La critique, professionnelle ou amateur, est unanime au sujet de cette improvisation,.

## Liste des morceaux
Toutes les improvisations sont de Keith Jarrett
CD 1
1. "Kyoto, November 5, 1976, Part 1" - 43:55
2. "Kyoto, November 5, 1976, Part 2" - 34:05

CD 2
1. "Osaka, November 8, 1976, Part 1" - 38:58
2. "Osaka, November 8, 1976, Part 2" - 31:09

CD 3
1. "Nagoya, November 12, 1976, Part 1" - 35:36
2. "Nagoya, November 12, 1976, Part 2" - 39:56

CD 4
1. "Tokyo, November 14, 1976, Part 1" - 40:22
2. "Tokyo, November 14, 1976, Part 2" - 35:22

CD 5
1. "Sapporo, November 18, 1976, Part 1" - 41:05
2. "Sapporo, November 18, 1976, Part 2" - 33:56

Pistes bonus sur la réédition en CD :

CD 6
1. "Encores: Sapporo" - 10:56
2. "Encores: Tokyo" - 8:23
3. "Encores: Nagoya" - 4:03

Enregistré en concert à Kyoto, 5 novembre ; Osaka, 8 novembre ; Nagoya, 12 novembre ; Tokyo, 14 novembre ; et Sapporo, le 18 novembre 1976.

## Interprète
- Keith Jarrett – piano